# Cruz de término de Horta
La cruz de término de Horta (en catalán: creu de terme d'Horta) se encuentra en el barrio de Horta de Barcelona  (distrito de Horta-Guinardó). Fue construida en 1952 por el arquitecto Adolfo Florensa, en sustitución de una anterior destruida durante la Guerra Civil Española. Esta obra está inscrita como Bien Cultural de Interés Local (BCIL) en el Inventario del Patrimonio Cultural catalán con el código 08019/2726.

## Historia y descripción
Horta fue un municipio independiente hasta 1904, fecha en que fue agregado a Barcelona. La cruz de término que se situaba a su entrada debió ser confeccionada en varias ocasiones: en 1835 fue destruida en el transcurso de los motines anticlericales de aquel año, y de nuevo en 1936, al inicio de la Guerra Civil. En 1952 se instaló la actual cruz en la calle de Campoamor, obra del arquitecto municipal Adolfo Florensa. Fue inaugurada el 21 de septiembre de ese año por el obispo de Barcelona, Gregorio Modrego, con la asistencia del teniente de alcalde Manuel Jaumar de Bofarull, el gobernador militar, el general Galvís, y el coronel Antonio Salgado en representación del gobernador civil. La apertura de la avenida del Estatuto de Cataluña, poco antes de los Juegos Olímpicos de 1992, obligó a desplazar la cruz unos metros. En 1999 fue objeto de un acto vandálico, pero poco después fue restaurada.
De inspiración medieval, la cruz se halla sobre una gradería ochavada de tres escalones, sobre la que se sitúa una base prismática igualmente octogonal, con un plinto y el fuste de la columna también octogonales. El capitel contiene un tambor con cuatro personajes separados por escudos heráldicos y hojas de acanto: se trata de un obispo, un rey —posiblemente Pedro IV de Aragón, por el puñal que lleva—, un halconero y san Andrés, reconocible por el atributo de su martirio, una cruz en aspa. Por último se encuentra la cruz, que es latina y flordeliseada, decorada también con hojas de acanto, y con la representación de Cristo crucificado en un lado y de la Virgen María en el otro.